# Sphyrelaton einer geflügelten Göttin (Olympia B 6500)

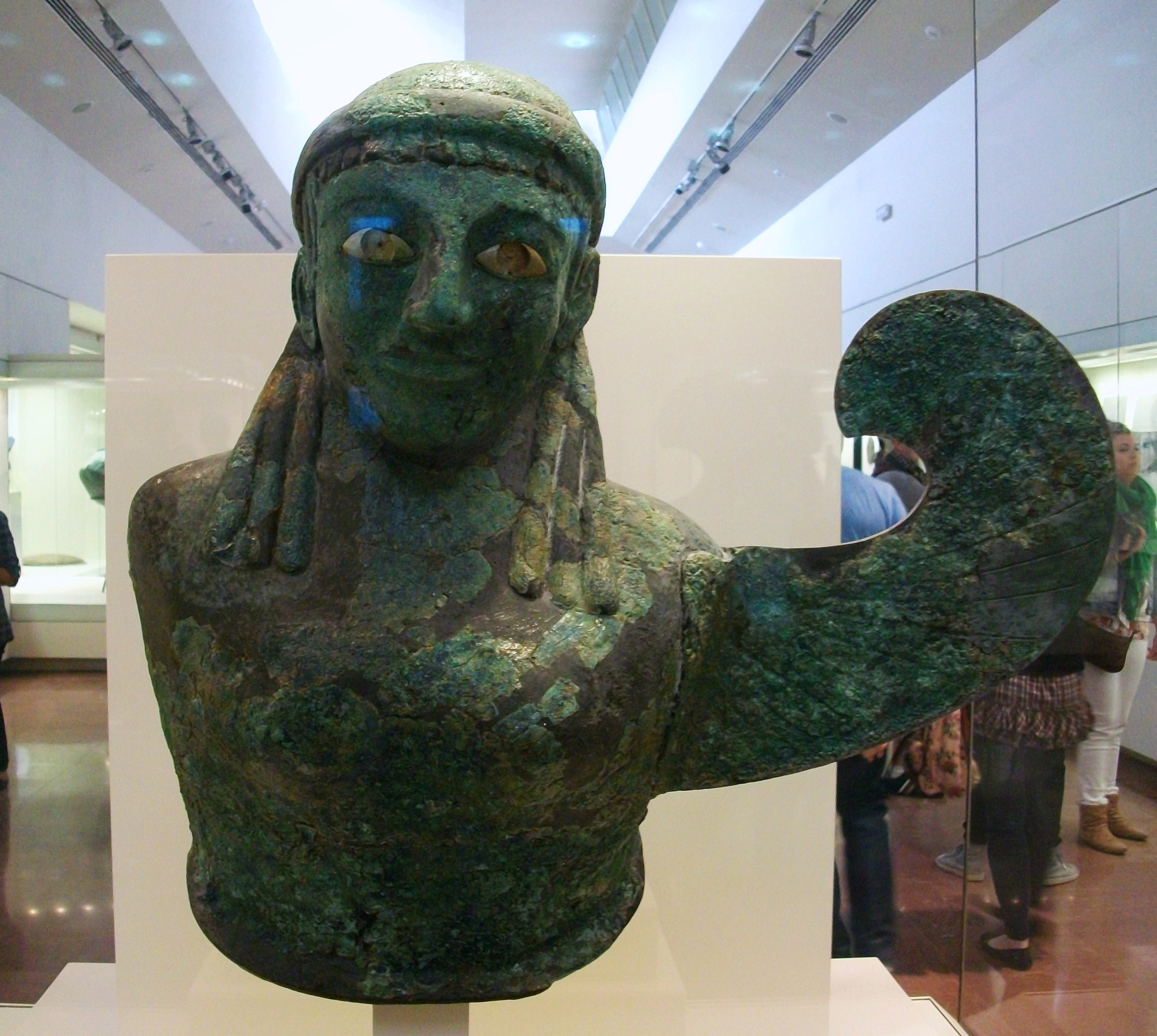
Sphyrelaton

Das Sphyrelaton einer geflügelten Göttin ist eine kalt aus Bronzeblechen geschmiedete Plastik (Sphyrelaton), die um 590–580 v. Chr. gefertigt wurde. Es wurde 1957 bei Ausgrabungen im südöstlichen Teil des Zeusheiligtums in Olympia in einem Brunnen gefunden und befindet sich unter der Inventarnummer B 6500 im Archäologischen Museum Olympia. 
Die Plastik ist stark fragmentiert, das Bronzeblech weist zahlreiche Risse auf und war an einigen Stellen gänzlich zersetzt. Die fehlenden Stellen wurden mit Kunststoff ergänzt. Die Höhe der Figur beträgt 53,8 cm, die Flügellänge 24,3 cm. Das Sphyrelaton zeigt den Oberkörper einer Frauenfigur, deren Deutung sich als problematisch erweist. Der unten aufgebogene Rand lässt einerseits annehmen, dass die Figur an einen Unterkörper angenietet war, andererseits kann sie damit auch als Protome gedient haben. Hierfür spricht auch das Fehlen von Armansätzen, die bei einer Ganzplastik wohl vorhanden wären. Noch spekulativer gestaltet sich die Zuordnung, da in Olympia zwar die Siegesgöttin Nike das am häufigsten vorzufindende geflügelte Motiv darstellt, in der archaischen Plastik aber auch viele andere Göttinnen mit Flügeln dargestellt wurden. Eine eindeutige Zuordnung konnte demnach nicht getroffen werden.